# Bhalki
Bhalki là một thị xã của quận Bidar thuộc bang Karnataka, Ấn Độ.

## Địa lý
Bhalki có vị trí 18°02′B 77°13′Đ / 18,03°B 77,22°Đ Nó có độ cao trung bình là 587 mét (1925 foot).

## Nhân khẩu
Theo điều tra dân số năm 2001 của Ấn Độ, Bhalki có dân số 35.102 người. Phái nam chiếm 53% tổng số dân và phái nữ chiếm 47%. Bhalki có tỷ lệ 67% biết đọc biết viết, cao hơn tỷ lệ trung bình toàn quốc là 59,5%: tỷ lệ cho phái nam là 76%, và tỷ lệ cho phái nữ là 56%. Tại Bhalki, 14% dân số nhỏ hơn 6 tuổi.